# Forêt-la-Folie
Forêt-la-Folie  ist eine Ortschaft und eine ehemalige französische Gemeinde mit 486 Einwohnern (Stand: 1. Januar 2022) im Département Eure in der Region Normandie. Sie gehörte zum Arrondissement Les Andelys und zum Kanton Les Andelys.
Mit Wirkung vom 1. Januar 2016 wurden die bis dahin selbstständigen Gemeinden Berthenonville, Bus-Saint-Rémy, Cahaignes, Cantiers, Civières, Dampsmesnil, Écos, Fontenay-en-Vexin, Forêt-la-Folie, Fourges, Fours-en-Vexin, Guitry, Panilleuse und Tourny zu einer Commune nouvelle mit dem Namen Vexin-sur-Epte zusammengelegt und besitzen in der neuen Gemeinde den Status einer Commune déléguée. Der Verwaltungssitz befindet sich im Ort Écos.

## Lage
Nachbarorte sind Harquency im Norden, Mouflaines im Nordosten, Guitry und Fontenay-en-Vexin im Osten, Tourny im Südosten, Mézières-en-Vexin im Süden, Hennezis im Südwesten und Guiseniers im Westen.

## Bevölkerungsentwicklung
| Jahr      | 1962 | 1968 | 1975 | 1982 | 1990 | 1999 | 2008 | 2015 |
| --------- | ---- | ---- | ---- | ---- | ---- | ---- | ---- | ---- |
| Einwohner | 357  | 316  | 328  | 286  | 320  | 363  | 447  | 491  |

## Sehenswürdigkeiten
- Kirche Saint-Sulpice mit Teilen aus dem 13. Jahrhundert, seit 1961 als Monument historique ausgewiesen[2]

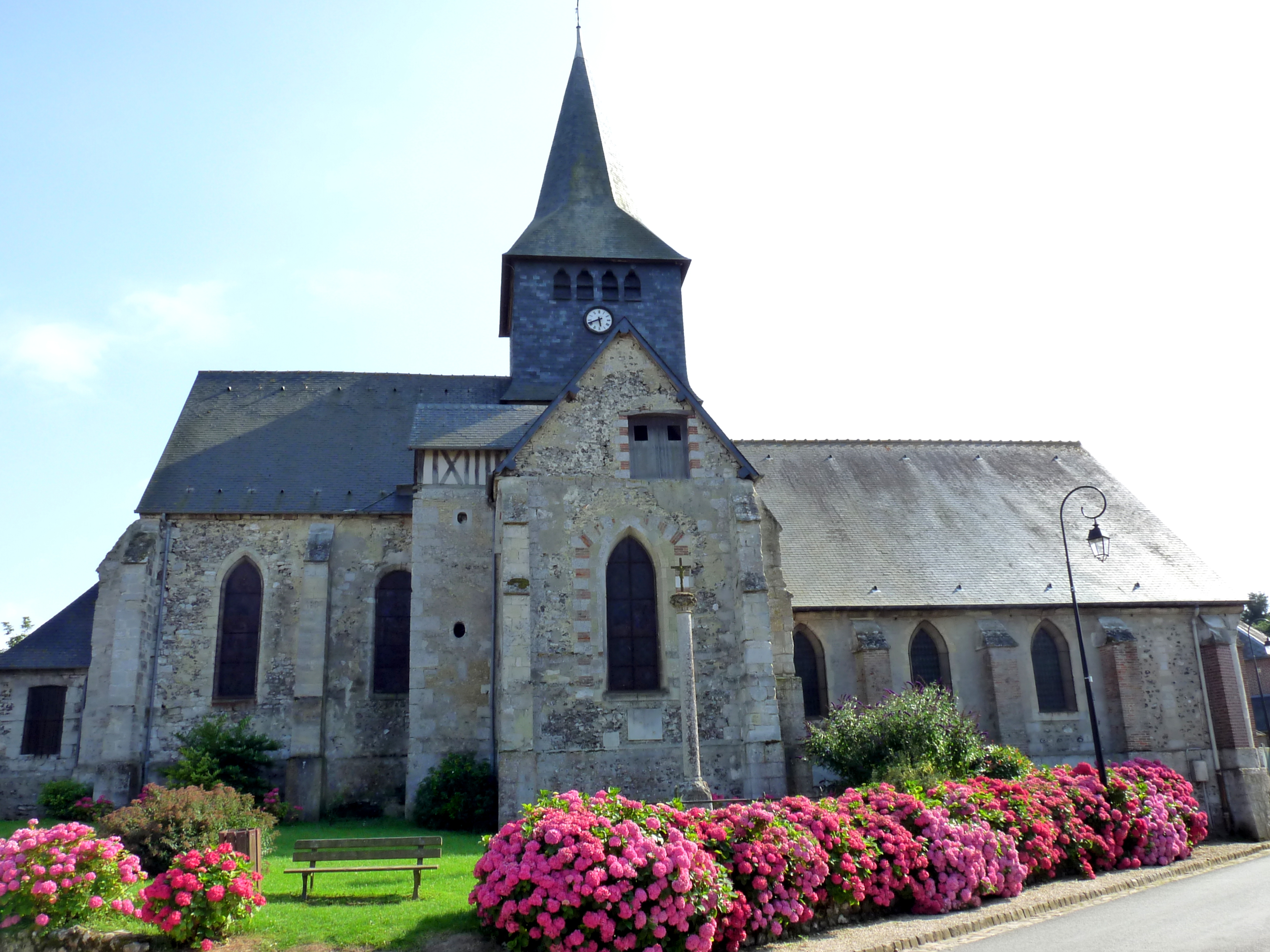
Kirche Saint-Sulpice